# Flatgarn

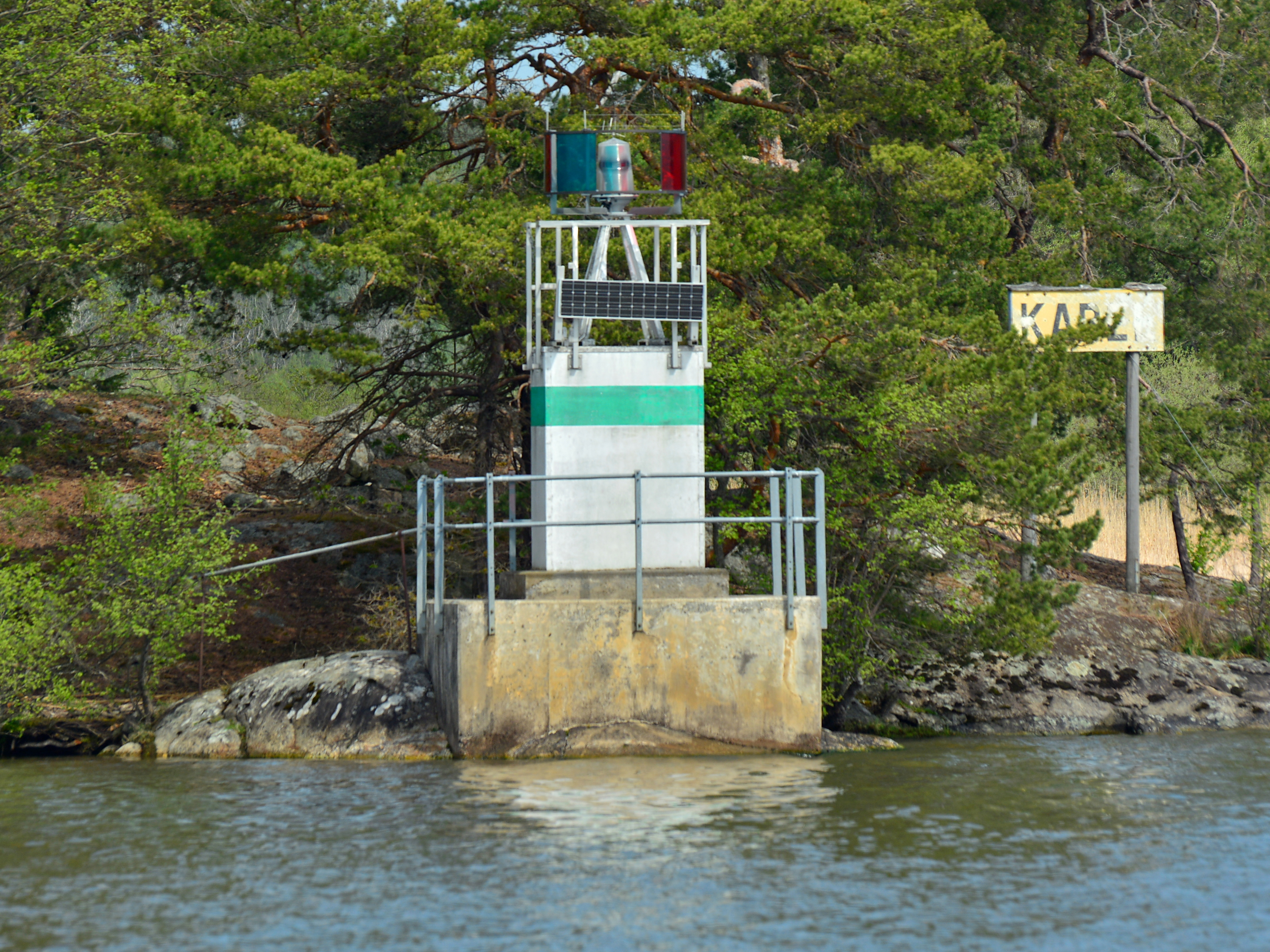
Flatgarns fyr.

Flatgarn är en ö i Lillkyrka socken i Enköpings kommun, strax öster om Bryggholmen. Flatgarn har en yta av 42 hektar.
Garn syftar på öns långsmala form; under början av vikingatiden bestod Flatgarn av flera småholmar som efterhand växte samman. I början av 1900-talet fanns en bondgård på ön, men vid mitten av 1950-talet övergavs den. På 1970-talet flyttade åter en helårsboende familj ut på ön. 15 hektar åkermark hålls ännu öppen. Därutöver finns tre fritidshusfastigheter på ön.